# Paktongius distinctus
Paktongius distinctus is een hooiwagen uit de familie Assamiidae.